# Sportswashing
Sportswashing is een term die verwijst naar het gebruik van sport door individuen, groepen, bedrijven of overheden met als doel om een slechte of beschadigde reputatie te verbeteren of 'op te poetsen' (washing). Sportswashing is een vorm van propaganda, en wordt ingezet door bijvoorbeeld sportevenementen te organiseren of sportclubs te sponsoren.
Op internationaal niveau wordt sportswashing met name ingezet om de aandacht af te wenden van mensenrechtenschendingen die in sommige landen plaats vinden, en om corruptieschandalen te verdoezelen.

## Overzicht
Een vroeg voorbeeld van sportswashing zijn de Olympische Spelen van 1936, gehouden in Nazi-Duitsland. Hitler wilde met het evenement zijn ideeën met betrekking tot rassenleer en antisemitisme promoten.
Een recenter voorbeeld is het Wereldkampioenschap voetbal 2018, gehouden in Rusland op een moment dat de reputatie van dat land beschadigd was door militair ingrijpen in Syrië en Oekraïne.
Bedrijven die beschuldigd zijn van sportswashing zijn onder andere Gazprom, voor het sponsoren van Schalke 04, en Qatar Airways, voor het sponsoren van onder andere FC Barcelona, A.S. Roma, Boca Juniors, Paris Saint-Germain en Bayern München.

## Sponsoring door bedrijven

### Voetbal
- Het Russische staatsbedrijf Gazprom was, tot het uitbreken van de oorlog in Oekraïne, shirtsponsor van voetbalclub Schalke 04.[6]
- Qatar Airways' sponsoring van verschillende voetbalclubs, waaronder FC Barcelona, A.S. Roma, Boca Juniors, Paris Saint-Germain en Bayern München.[5]
- Aeroflot's sponsoring van Manchester United. De samenwerking werd beëindigd na het uitbreken van de oorlog in Oekraïne.[7]

## Organiseren van sportevenementen

### Voetbal
- De organisatie van het Wereldkampioenschap voetbal 2018 in Rusland.[2]
- De organisatie van het Wereldkampioenschap voetbal 2022 in Qatar.[4][8]
- Het aantrekken van topspelers door clubs uit Saoedi-Arabië.[9]

### Golf
- De LIV Golftour, gefinancierd door het staatsinvesteringsfonds van Saoedi-Arabië.[4]

### Formule 1
- De Grand Prix van Azerbeidzjan, gehouden sinds 2017.[10]